# Saxifraga longifolia
Espèce
Classification phylogénétique
Saxifraga longifolia, la Saxifrage des Pyrénées , également appelée la Saxifrage à longues feuilles , est une espèce de plante monocarpique des falaises calcaires à grande rosette. 
Lorsqu'elle fleurit (de mai à août), elle produit une grande hampe (jusqu'à 80 cm) pouvant contenir plus de 100 fleurs puis meurt.
Elle est endémique des Pyrénées et du nord de la péninsule Ibérique jusqu'à la province espagnole de León.

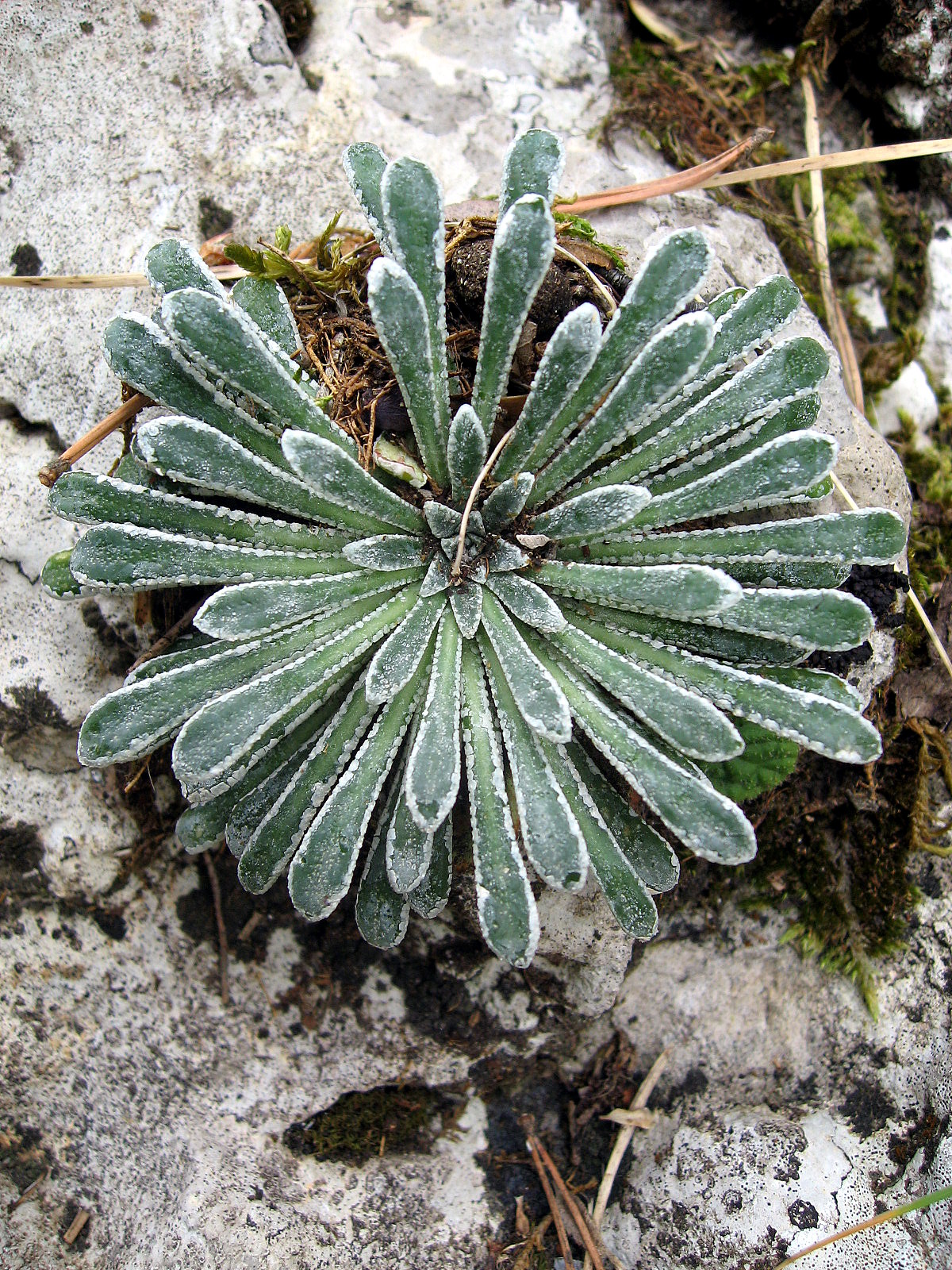
Saxifraga longifolia - feuilles en rosette.

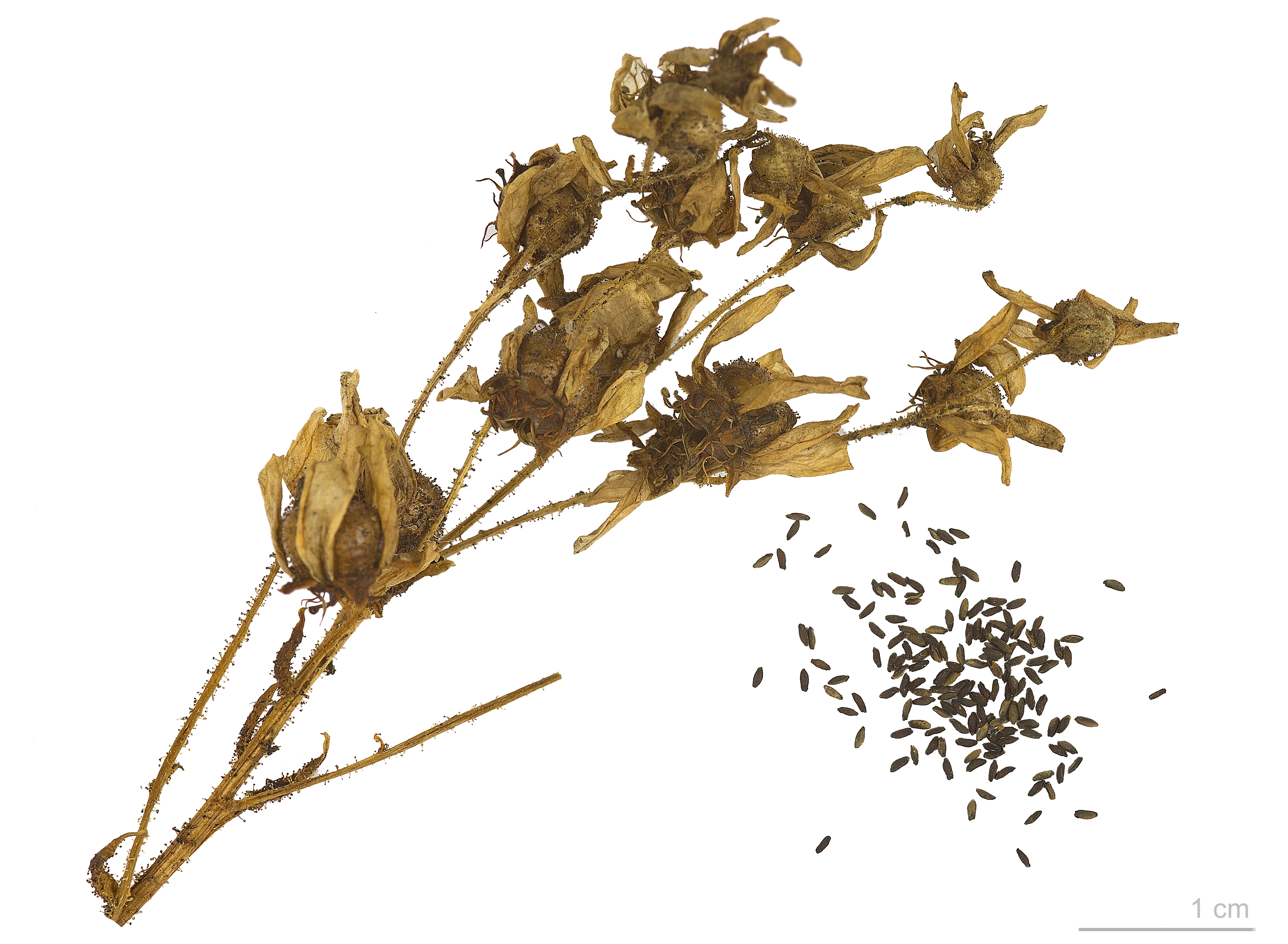
Saxifraga longifolia - Muséum de Toulouse.